# Opiatabhängigkeit
Opiatabhängigkeit (auch Opioidabhängigkeit oder -sucht) bezeichnet die Abhängigkeit von Opiaten und Opioiden wie Heroin oder Tilidin. Es handelt sich um ein Krankheitsbild, das durch ein starkes Verlangen (Craving) nach dem Konsum von Opioiden gekennzeichnet ist. Bei einer unbehandelten Opioidabhängigkeit werden die jeweiligen Substanzen meist zwanghaft konsumiert, ungeachtet negativer gesundheitlicher und sozialer Folgen (sog. psychische Abhängigkeit). Aufgrund der Toleranzentwicklung beim dauerhaften Konsum von Opioiden kommt es bei Abhängigkeitserkrankten in der Regel zu Entzugserscheinungen, wenn der Konsum unterbleibt (sog. körperliche Abhängigkeit). Dies kann den Suchtdruck noch verstärken und die Behandlung der (psychischen) Abhängigkeit erschweren.

## Krankheitsbild

### Symptome
Die ICD-10 befasst sich mit international anerkannten Klassifikationen und Kriterien zur Klärung medizinischer Diagnostik. Um eine „Drogenabhängigkeit“ bzw. Abhängigkeit von illegalen Drogen zu diagnostizieren, müssen mindestens drei der folgenden Symptome oder Verhaltensweisen während des letzten Jahres auftreten:
1. ein starker Wunsch oder Zwang, eine opioidhaltige Substanz zu konsumieren,
2. verminderte Kontrollfähigkeit bezüglich des Konsums (Kontrollverlust),
3. Substanzgebrauch mit dem Ziel, Entzugssymptome zu mildern,
4. körperliches Entzugssyndrom,
5. Toleranzentwicklung (Gewöhnung an höhere Dosen),
6. fortschreitende Vernachlässigung anderer Vergnügen oder Interessen,
7. anhaltender Suchtmittelkonsum trotz des Nachweises eindeutiger schädlicher Folgen (wie Müdigkeit, depressive Verstimmung, Arbeitsplatzverlust) und
8. eingeengtes Verhaltensmuster im Umgang mit der Substanz.[1]

### Entzug
Die ersten Entzugssymptome machen sich etwa vier bis sechs Stunden nach dem letzten Opioidkonsum bemerkbar. Der Konsument verspürt Ängste und den Zwang zu einer erneuten Einnahme der Substanz. Die Gedanken kreisen um die Beschaffung weiteren Nachschubs. Nach acht Stunden kommen hinzu: Gähnen (vereinzelt so stark, dass sich der Kiefer ausrenkt), laufende Nase, Tränenfluss, Niesen, Schwitzen, Gänsehautschauer, Körpertemperaturschwankungen und Juckreiz. Nach etwa zwölf Stunden verstärken sich die Symptome und es treten zudem geweitete Pupillen, Muskelzuckungen, Restless Legs, Muskel- und Knochenschmerzen auf. Einige Symptome sind vergleichbar mit denen einer starken Grippe. Bis zu etwa 24 Stunden verstärken sich die Symptome und weitere treten hinzu. Dazu zählen Hypertonie, Fieber, Tachykardie, Tachypnoe bis hin zum Schock, Muskelkrämpfe, Hypoglykämie und Diarrhöe. Die Nahrungsaufnahme ist aufgrund von Magenkrämpfen und Erbrechen erschwert. Während des Entzuges durchlebt der Patient emotionale Ausnahmezustände. Die Symptome des kalten Entzuges sind während der Akutphase kaum zu lindern, klingen aber nach etwa vier Tagen wieder ab. Der Patient stabilisiert sich psychisch und physisch langsam wieder. Die körperliche Entgiftung ist nach etwa 14 Tagen abgeschlossen. Das psychische Verlangen nach der Droge besteht jedoch weiterhin.

### Begleiterkrankungen
Heroinabhängige leiden mehrheitlich an komorbiden psychischen Störungen (Doppeldiagnosen) wie Angststörungen (43–46 %), affektive Störungen (34–46 %), Psychosen (5–15 %) und Essstörungen (5 %). Sie bestanden häufig bereits vor Beginn des Substanzkonsums. Der Selbstmedikationshypothese von Kantzian zufolge benutzen die Betroffenen Heroin, um ihre Ängste und Stimmungen zu kaschieren bzw. therapieren. Daher kommen diese Erkrankungen oft erst während und nach einer Entgiftungsbehandlung zum Vorschein. Werden diese Leiden nicht erfolgreich therapiert, besteht eine erhöhte Rückfallgefahr.

## Entstehung
Eine Abhängigkeit von Opioiden kann sowohl durch die Einnahme legaler als auch illegaler zu dieser Klasse gehörenden Wirkstoffe entstehen. Ein Beispiel für Abhängigkeit nach Einnahme von ursprünglich medizinisch indizierten und legal als Schmerzmittel erhaltenen Opioiden ist die Opioidkrise in den USA. Der Übergang von bestimmungsmäßigem zu schädlichem Gebrauch und zur Abhängigkeit ist dabei oftmals fließend. Insbesondere eine körperliche Abhängigkeit (Toleranzentwicklung mit Entzugssymptomen) kann auch bei medizinischer Anwendung entstehen. In anderen Fällen werden die zur Abhängigkeit führenden Substanzen zunächst illegal als Rauschmittel konsumiert und über den Schwarzmarkt bezogen. Betroffene wechseln mitunter zwischen legalen und illegalen Formen der Opioidbeschaffung, etwa beim Umstieg von opioidhaltigen Schmerzmitteln auf Schwarzmarktformen wie Heroin oder beim Wechsel von illegalen Substanzen auf legale Ersatzstoffe im Rahmen einer Substitutionstherapie.
Wie schnell es bei einer Einnahme von Opioiden zu einer Abhängigkeit kommt, hängt von persönlicher Disposition, sozialen Umständen, Dosis, Häufigkeit und Konsumform ab. Während es nach erstmaliger Einnahme zwar je nach Umständen zu einem großen Verlangen kommen kann, erneut Opioide zu konsumieren, kann aufgrund des Fehlens der anderen oben genannten Symptome nicht von einer Abhängigkeit gesprochen werden. Eine manifeste Abhängigkeit setzt somit den regelmäßigen Konsum über eine gewisse Zeit voraus. Das Abhängigkeitspotenzial der jeweiligen Substanz interagiert dabei mit der persönlichen Disposition des Konsumierenden.

## Folgen
Opiatabhängigkeit kann sowohl weitere gesundheitliche als auch soziale Folgen für den Betroffenen haben. Da Opioide an sich bei korrekter Dosierung eher milde Nebenwirkungen auf den Körper (z. B. Übelkeit, Verstopfung, Appetitlosigkeit) haben, sind gesundheitliche Folgen einer Abhängigkeit von Opioiden zum überwiegenden Teil Folgen der Begleitumstände des Konsums, wozu auch eine unbeabsichtigte, im schlimmsten Fall tödlich endende Überdosierung (mit Sedierung, Atemdepression, Bradykardie, Hypotonie) zählen kann.
Sofern Abhängige zuvor in geordneten Verhältnissen gelebt haben, besteht zunächst die Gefahr des sozialen Abstiegs aufgrund der Vernachlässigung von finanziellen und sozialen Verpflichtungen. Beispiele sind der Verlust des Arbeitsplatzes, Entfremdung von der Familie, Armut, Strafverfolgung, Ausgrenzung und schließlich Obdachlosigkeit, die in der Regel eine weitere Verschlimmerung der Abhängigkeit bedeuten. Abhängige, die aus diesen oder anderen Gründen an den Rand der Gesellschaft geraten sind, haben oftmals mangelhaften Zugang zu medizinischer Versorgung und sind als sekundäre Folge erst recht zu gesundheitsschädlichen Lebens- und Konsumweisen gezwungen, etwa indem sie aus Geldmangel auf den effizienteren intravenösen Konsum umsteigen, Utensilien hierzu teilen, auf verunreinigte Substanzen angewiesen sind oder gesundheitlich riskante Straßenprostitution betreiben. Bedingt durch die unhygienischen Verhältnisse kommt es häufig zu Begleiterscheinungen wie bakteriellen Infektionen und zu Virusinfektionen (u. a. mit HIV und Hepatitis B), Abszessen, Leber-, Nieren- und Gelenkserkrankungen. Etwa 80 % der Heroinabhängigen sind Hepatitis C-positiv. Die Mortalität unter Opiatkonsumenten ist 6- bis 20-mal höher als bei Gleichaltrigen der Allgemeinbevölkerung.
Die zur Finanzierung der Abhängigkeit dienende Beschaffungskriminalität ist zudem ein gesellschaftliches Problem.

## Häufigkeit
Schätzungen zufolge gibt es in Deutschland etwa 150.000 Opiatabhängige. Bei 90 % von ihnen war bzw. ist Heroin das hauptsächlich konsumierte Opiat bzw. Opioid. Rund die Hälfte aller Opiatabhängigen in Deutschland befinden sich (Stand 2015) in einer Substitutionstherapie, in deren Rahmen sie Opioide wie Methadon, Buprenorphin oder Morphin als Ersatzstoff für Heroin erhalten.